# بیل رویکرافت
بیل رویکرافت (انگلیسی: Bill Roycroft; ۱۷ مارس ۱۹۱۵ – ۲۹ مهٔ ۲۰۱۱) سوارکار اهل استرالیا بود.